# Argus Motoren Gesellschaft
Die Argus Motoren Gesellschaft mbH war ein 1906 gegründetes deutsches Unternehmen zur Entwicklung und Produktion von Kraftfahrzeugen sowie Fahrzeug-, Boots- und Flugmotoren mit Sitz in Berlin-Reinickendorf. Nach 1945 demontierten die sowjetische und die französische Besatzungsmacht große Teile der Produktionsanlagen.
Das Unternehmen wurde 1948 in Ettlingen (Baden-Württemberg) neu gegründet. 1950 etablierte sich die Neue ARGUS GmbH als erster Hersteller von Kugelhähnen in Europa. Anfang der 1990er-Jahre wurde das Unternehmen vom britischen Konzern BTR übernommen, dann 2002 an die Flowserve Corporation verkauft. Heute ist das Unternehmen eine Tochtergesellschaft unter dem Namen Flowserve Flow Control GmbH.

## Unternehmensgeschichte

### Vorgeschichte 1902 bis 1904

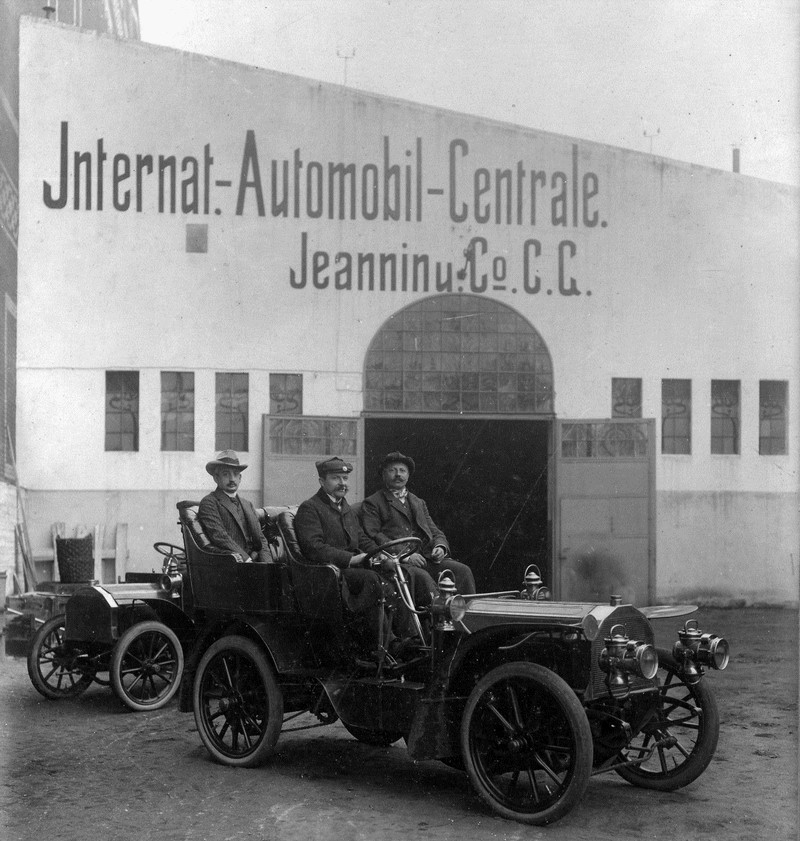
Henri Jeannin am Steuer eines Argus-Motorwagen der Internationalen Automobil-Centrale Jeannin & Co., um 1903

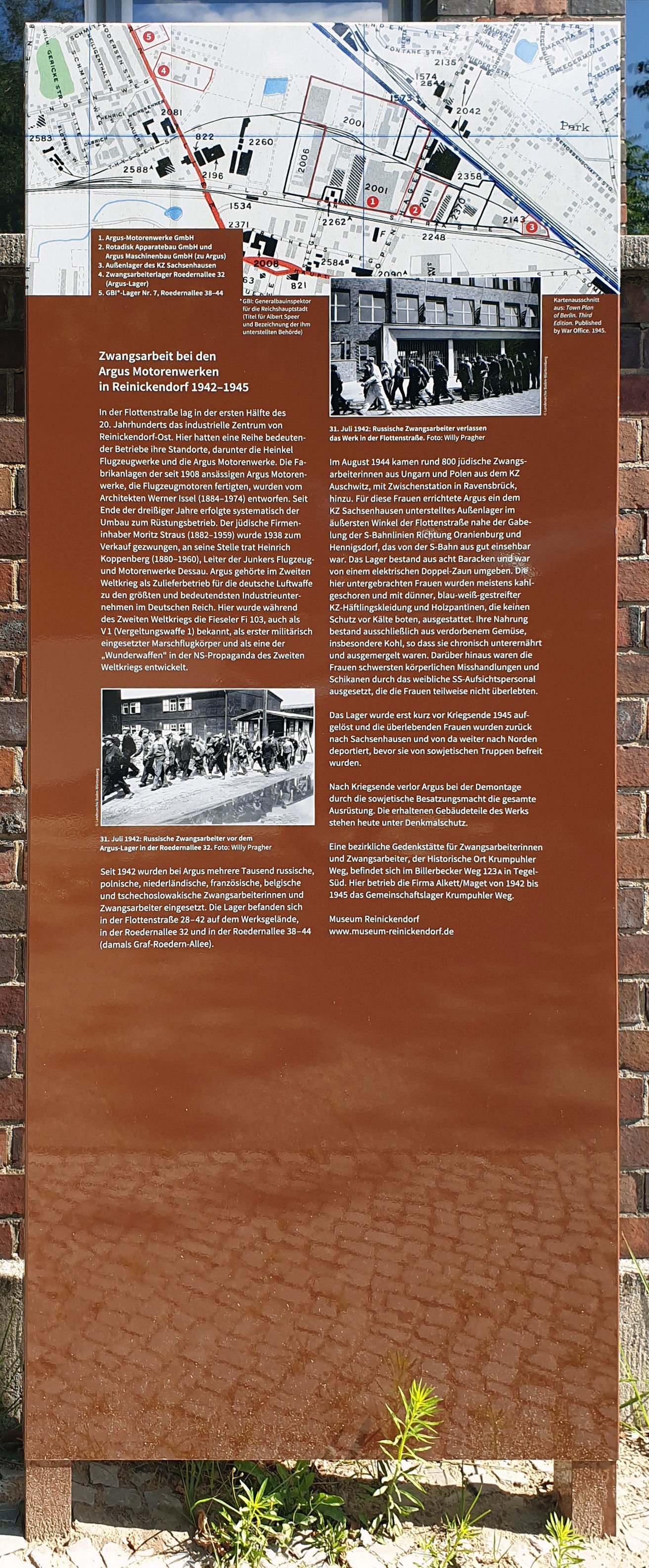
Gedenktafel vor den Argus-Werken in Berlin-Reinickendorf, Flottenstraße 28

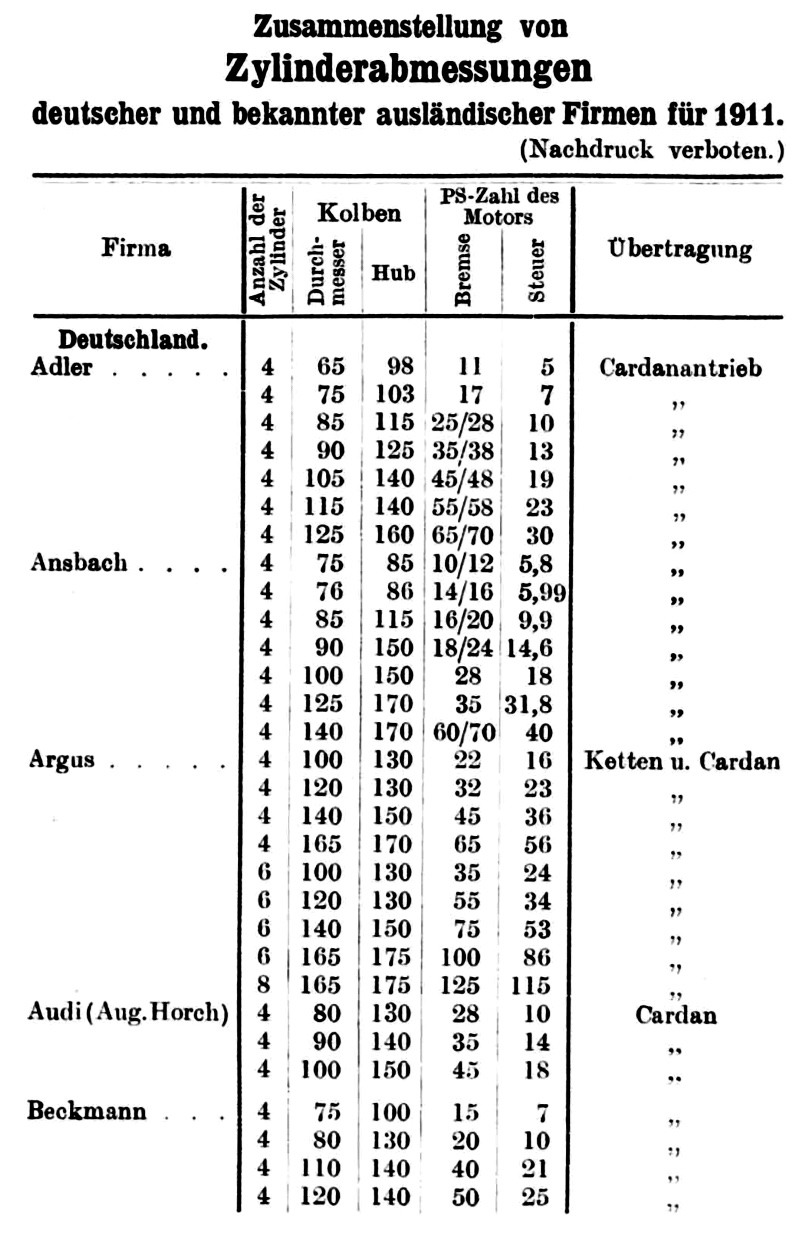
Technische Daten einiger Argus-Motoren, um 1911

Henri Jeannin gründete am 1. April 1902 die Internationale Automobil-Centrale Jeannin & Co., das Unternehmen widmete sich dem Handel mit Fahrzeugen. Am 12. September 1902 meldete die Gesellschaft das Warenzeichen Argus an, das am 17. Januar 1903 eingetragen wurde.

### 1904 bis 1918
Anfang 1904 liquidierte Jeannin die Gesellschaft und gründete zeitgleich die Argus Motoren-Gesellschaft Jeannin & Co. Com. Ges. in Berlin. Bei der Gründung der Argus Motoren-Gesellschaft am 7. November 1906 brachte Jeannin seine Kommanditgesellschaft und das eingetragene Warenzeichen als Stammeinlage ein und wurde deren Geschäftsführer. Das Unternehmen ließ sich 1906 auf dem Grundstück Flottenstraße 34–49 in (Berlin-)Reinickendorf nieder, wo es Automobile sowie Stationär- und Bootsmotoren produzierte. Am 15. Juli 1916 übernahm Hauptanteilseigner Moritz Straus die Funktion des Geschäftsführers.

### 1919 bis 1945
Nach dem Ende des Ersten Weltkriegs musste die Rüstungsproduktion eingestellt werden.
1938 wurde Moritz Straus im Zuge der „Arisierung“ gezwungen, das Unternehmen zu verkaufen. Heinrich Koppenberg, Generaldirektor der Junkers Flugzeug- und Motorenwerke, bot mit Hilfe der Deutsche Bank AG 5,2 Mio. Reichsmark (RM) und erhielt den Zuschlag. Der Betrag lag zwar über dem Angebot von BMW von 2 bis 3 Mio., aber doch deutlich unter dem Buchwert von 11 Mio. RM. Die Argus Motoren-Gesellschaft machte damals mit 3000 Beschäftigten 25 Mio. RM Umsatz. Am 4. November 1938 übernahm Koppenberg mit seinem Schwager Viktor Polak offiziell die Geschäftsführung bei Argus; Straus emigrierte in die USA.

### 1948 bis heute
Am 11. November 1948 gründete Moritz Straus die Neue ARGUS GmbH in Ettlingen. Bereits zwei Jahre später stellte sich das Unternehmen als erster Hersteller von Kugelhähnen in Europa vor. Im Jahr 1988 zertifizierte das Unternehmen sein QM-System nach ISO 9001, um sich deutlich von der wachsenden Konkurrenz im Armaturenbau abzuheben. In den 1990er-Jahren wurde das Unternehmen vom britischen Konzern BTR gekauft und blieb in dessen Hand, bis es im Jahr 2002 vom US-amerikanischen Armaturenkonzern Flowserve übernommen wurde.

## Produkte

### 1906 bis 1945

#### Lkw-Bau
Ab 1906 wurden zwei Jahre lang eigene Lkw mit 2,5, 4 und 5 Tonnen Nutzlast gebaut. Die Lkw hatten Motore mit 24, 40 oder 70 PS, wobei letzterer der erste Sechszylindermotor war, der in ein Nutzfahrzeug eingebaut wurde.

#### Pkw-Bau
Bis 1910 stellte Argus auch Personenkraftwagen her. Ein Vierzylindermotor hatte 5881 cm³ Hubraum mit 120 mm Bohrung und 130 mm Hub. Zunächst kamen Einbaumotoren von Panhard & Levassor zum Einsatz, später wurden eigene Motoren mit zwei, vier und sechs Zylindern hergestellt, die Fahrzeuge fanden auch im Motorsport Verwendung. Im Vereinigten Königreich wurden die Fahrzeuge unter der Marke Beaufort angeboten.

#### Motorenbau
1906 erhielt das Unternehmen den Auftrag, zwei Motoren für das französische Luftschiff Ville de Paris zu entwickeln. Dazu wurde die Leistung eines Reihen-Vierzylinder-Bootsmotors auf 70 PS gesteigert. 1908 entschied sich Jeannin dafür, Flugmotoren in sein Produktionsprogramm aufzunehmen. Die mit Argus-Motoren ausgerüsteten Boote gewannen damals viele Preise in Motorbootkonkurrenzen; ebenso erfolgreich waren die mit Argus-Motoren ausgestatteten Flugzeuge. 1910 gewannen Argus-Motoren rund 130.000 Mark von etwa 150.000 Mark im Deutschen Reich ausgeschriebener Meetingpreise. 1912 wählte auch Igor Iwanowitsch Sikorski vier 100 PS starke Argus-Motoren zum Einbau in seinen „Russischen Recken“, das erste viermotorige Flugzeug der Welt. Mit dem Erfolg dieser Maschine wurden Argus-Flugmotoren international bekannt.
Während des Ersten Weltkriegs baute Argus Motoren sowohl für das Heer als auch für die Luftstreitkräfte. Straus stellte Arnold Zoller ein, um Kompressoren zu entwickeln. Wegen des hohen Bedarfs an Motoren wurde auch Opel in Rüsselsheim mit dem Lizenzbau von Argus-Motoren beauftragt. Das Unternehmen prosperierte, und 1918 waren bereits 910 Mitarbeiter beschäftigt. Der Versailler Vertrag entzog der Flugmotorenfertigung die Grundlage.
Argus beschäftigte sich in den folgenden Jahren ausschließlich mit der Entwicklung und Verbesserung von Pkw-Motoren der Horchwerke AG, an der Straus seit 1920 eine Aktienmehrheit besaß. Die Horchwerke AG wurde 1932 Teil der Auto Union AG. Zum 1. Juli 1923 wechselte Paul Daimler zu Argus und machte sich hier bis 1928 einen Namen als Motorenentwickler für Flugzeugtriebwerke.
Ab 1927 bemühte sich Argus, die Flugmotorenfertigung wieder aufleben zu lassen. Im Deutschen Reich wurden wegen der staatlichen Förderung der Sportfliegerei und des zunächst geheimen Aufbaus der neuen Luftwaffe Flugmotoren in immer größerer Zahl gebraucht. 1935 konnte Hans Reissner als Konstrukteur für die Entwicklung von Verstellluftschrauben gewonnen werden, so dass auch diese in das Vertriebsprogramm aufgenommen werden konnten. Zudem wurden Scheibenbremsen für Flugzeugfahrwerke und Radfahrzeuge wie z. B. beim Kampfpanzer Tiger I nach einem Patent von Hermann Klaue produziert.
Von den neuentwickelten Motoren, für die Manfred Christian verantwortlich zeichnete, waren es insbesondere der Argus As 8, der Argus As 10 und der Argus As 410, aus dem schließlich der Argus As 411 entstand, die in großen Stückzahlen gefertigt wurden. Für die letzteren beiden wurde auch das Prager Unternehmen Walter mit dem Lizenzbau beauftragt, ein weiterer Produktionsstandort wurde im besetzten Frankreich bei Renault eingerichtet. Eine Neuentwicklung war das Schmidt-Argus-Rohr Argus As 014 – ein Pulsstrahltriebwerk – das in der Fieseler Fi 103 (auch als Flügelbombe V1 bekannt) zum Einsatz kam. Auch zwei Projekte von Großmotoren As 412 und As 413 (24 Zylinder in H-Form, wassergekühlt mit 4000 PS für zwei gegenläufige Luftschrauben), für die Fritz Gosslau zuständig war, standen gegen Kriegsende in der Entwicklung. Nach dem Ende des Zweiten Weltkriegs wurde das Werk als Reparationsleistung für die Sowjetunion und Frankreich demontiert. 
Bis in die 1960er-Jahre stellte Renault und später SNECMA den As 411 unter der Bezeichnung Renault 12S her.

#### Triebwerke
- Argus As I, Vierzylinder-Reihenmotor, 100 PS (ca. 70 kW)
- Argus As II, Sechszylinder-Reihenmotor, 120 PS (ca. 90 kW)
- Argus As III, Sechszylinder-Reihe, 15,9 l Hubraum, 180 PS (ca. 130 kW) bei 1400 min−1, Lizenzbau bei Deutz (Köln), Güldner (Aschaffenburg), MAN, Opel (Rüsselsheim) und Stoewer (Stettin) – Einsatz ab Januar 1916
- Argus As 8, Vierzylinder-Reihe, hängend, luftgekühlt, beim Europarundflug 1930 in den drei Siegerflugzeugen BFW M 23 eingebaut
  - As 8 A: ab 1929, mit 95 PS (ca. 70 kW)
  - As 8 B: ab 1930, Drehzahlerhöhung, 130 PS (ca. 100 kW)
  - As 8 R: ab 1930, leistungsgesteigert, 150 PS (ca. 110 kW)
- Argus As 10, Achtzylinder-V-Motor, hängend
- Argus As 16, Vierzylinder-Boxermotor
- Argus As 17, Sechszylinder-Reihe, hängend, für den Europarundflug 1934 gebaut
- Argus As 401, wie As 10, jedoch mit Lader, Verdichtung 6,0:1, 275 PS (ca. 200 kW)
- Argus As 410, Zwölfzylinder-V-Motor, hängend
- Argus As 411, Zwölfzylinder-V-Motor, hängend
- Argus As 412, 24-Zylinder-H-Motor, luftgekühlt, ab 1934 entwickelter Prototyp, 1.000 PS (ca. 740 kW)
- Argus As 413, wie As 412, mit Teilen des Junkers Jumo 213, Projekt, 4.000 PS (ca. 2.940 kW)
- Argus As 014, Pulsstrahltriebwerk

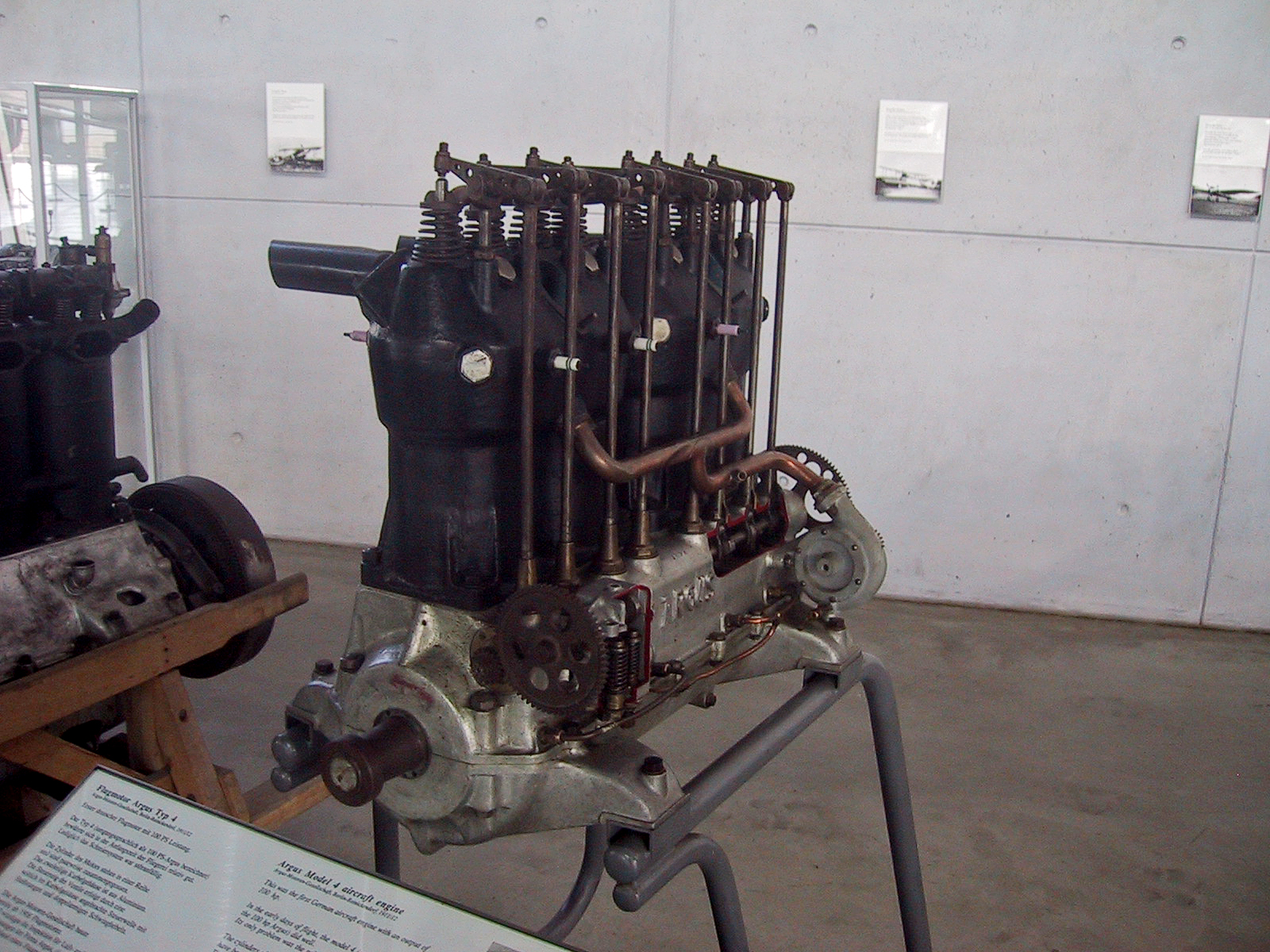
Typ 4, 4-Zylinder-Reihenmotor
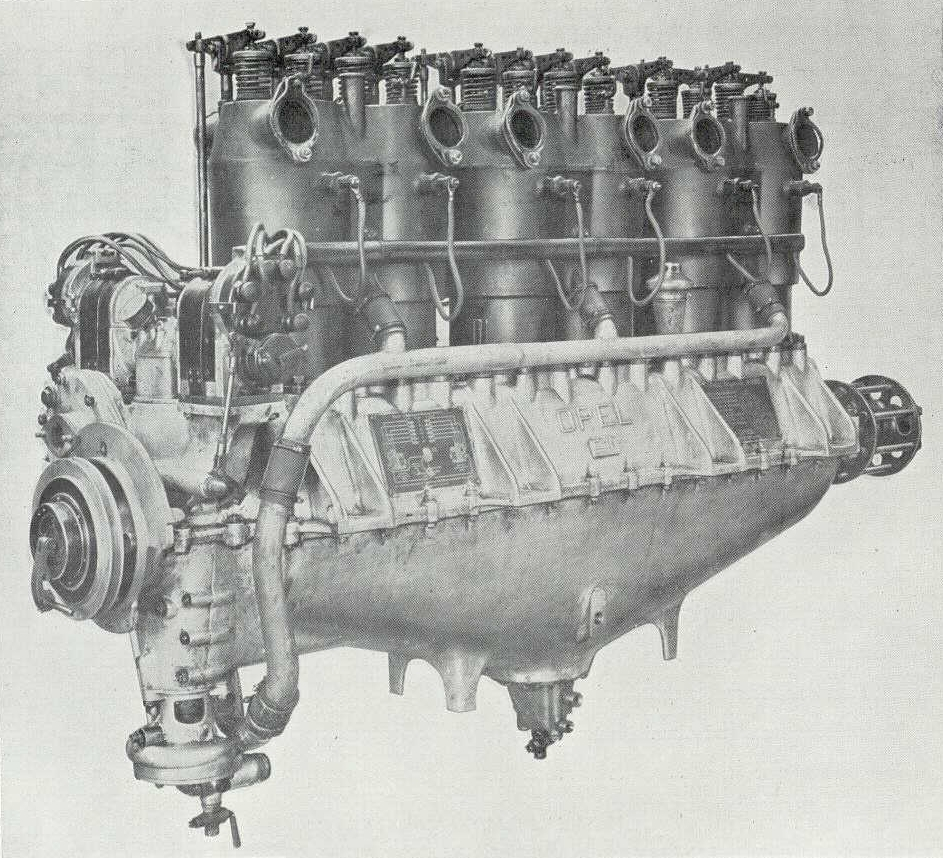
Opel Argus As III, 6-Zylinder-Reihenmotor
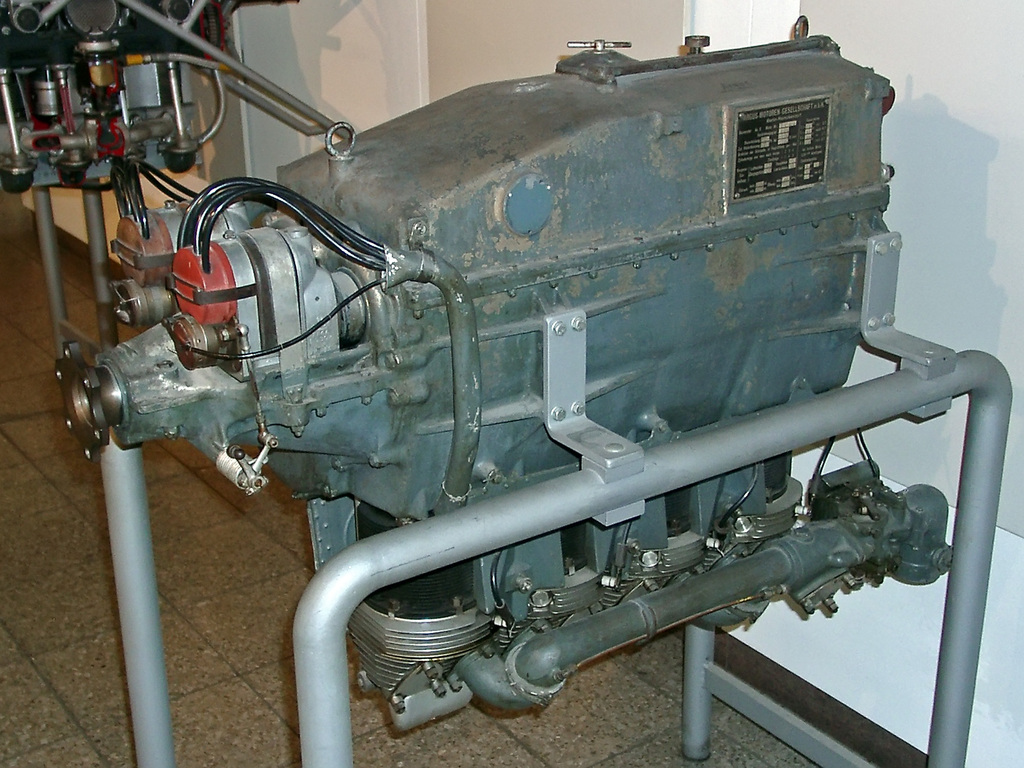
As 8, 4-Zylinder-Reihenmotor
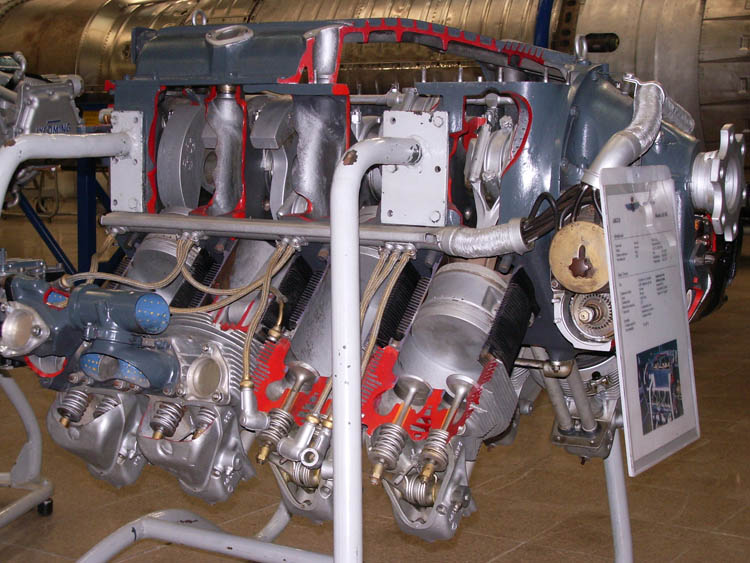
As 10 C, 8-Zylinder-V-Motor
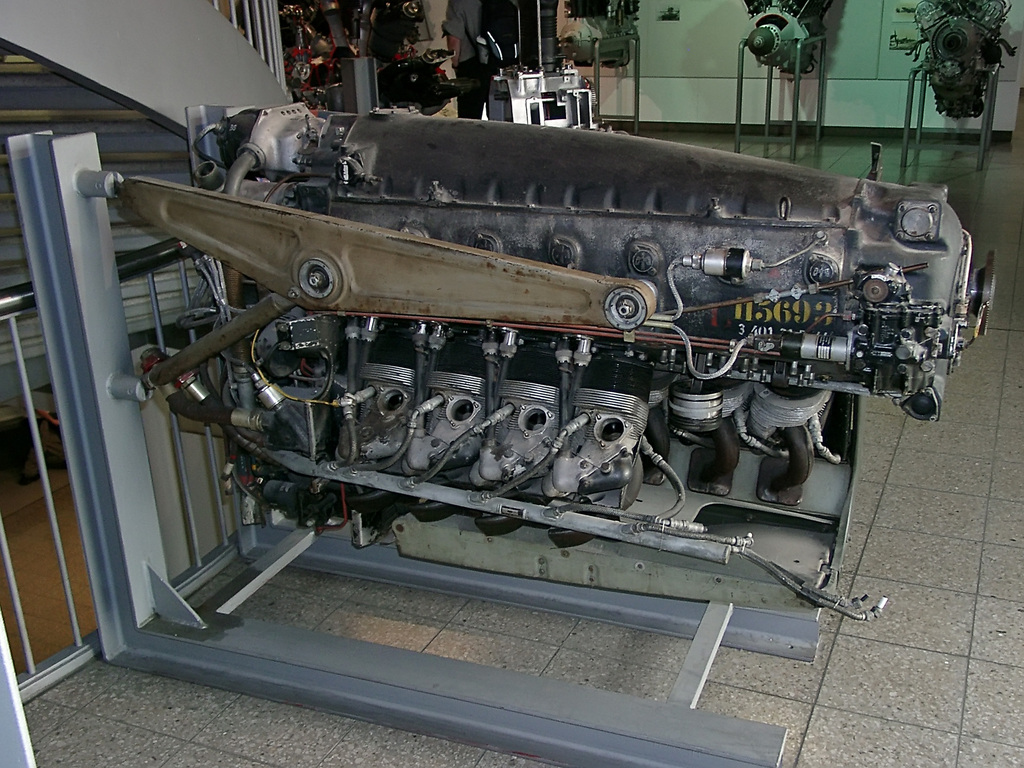
As 411 A, 12-Zylinder-V-Motor